# Ален Жесюа
Ален Жесюа (на френски: Alain Jessua) е френски филмов режисьор, сценарист и писател. 

## Биография
Започва да работи като асистент режисьор на Жак Бекер във филма „Златен шлем“ („Casque d'or“) и с Марсел Карн във филма „Свободен лот“. Първият му късометражен филм „Léon la lune“ печели влиятелната награда „Жан Виго“ през 1957 година.
Първият му пълнометражен филм е заснет през 1963 г. – „Животът с главата надолу“ („La vie à l'envers“), номиниран е за най-добър дебютен филм на фестивала във Венеция през 1964 г.
През 1967 г. Жесюа прави филма „Масово избиване“ („The Killing Game“), същият 1967 г. е представен на филмовия фестивал в Кан, където получава наградата за най-добър сценарий.
През 1977 г. заснема култовия си филм „Последен шанс“ с Ален Делон. Филмът му „Кучета“ (1979), с участието на Жерар Депардийо, е представен на 11-ия Международен филмов фестивал в Москва.
През 1984 г. Ален Жесюа снима известния си еротичен филм „Франкенщайн 90“ с Жан Рошфор. Той е вдъхновен от книгата на Мери Шели.

## Избрана филмография
| Година | Филм           | Оригинално заглавие |
| ------ | -------------- | ------------------- |
| 1973   | Шокова терапия | Traitement de choc  |
| 1977   | Последен шанс  | Armaguedon          |

## Книги
- Crèvecœur (1999)
- Ce sourire-là (2003)
- Bref séjour parmi les hommes (2006)
- La Vie à l'envers (2007)
- Un jardin au paradis (2008)
- Petit Ange (2011)
- Monsieur le juge (2017)
- L’œil Picasso (2017)